# 1,2-dioxetaan
1,2-dioxetaan is een heterocyclische organische verbinding met als brutoformule C2H4O2. Door de aanwezigheid van 2 zuurstofatomen en de kleine bindingshoeken, heerst er een grote ringspanning in de structuur. Het feit dat de 2 zuurstofatomen naast elkaar staan, maakt deze verbinding tot een organisch peroxide.

## Luminescentie
In de jaren '60 ontstond het vermoeden dat de ontbinding van sommige onstabiele organische peroxiden met een dioxetaanring, de chemoluminescentie bij bepaalde chemische reacties en de bioluminescentie bij glimwormen en andere soorten veroorzaakt. Dit vermoeden kon bevestigd worden toen onderzoekers van de universiteit van Alberta in Edmonton (Canada) een vrij stabiel dioxetaan vonden, 3,3,4-trimethyl-1,2-dioxetaan. Indien een oplossing van deze verbinding in benzeen verwarmd wordt boven 70 °C vertoont ze een zwakke blauwe luminescentie ten gevolge van de ontbinding van het dioxetaan in aceton en aceetaldehyde. De ontbinding gebeurt geleidelijk en niet explosief zoals bij vele organische peroxiden het geval is.
Nadien werden nog andere luminescerende 1,2-dioxetanen gesynthetiseerd, waaronder het symmetrische 3,3,4,4-tetramethyl-1,2-dioxetaan.
Luminescerende 1,2-dioxetanen die langs enzymatische weg kunnen ontbinden, worden in biochemische en klinische analyses gebruikt als indicator- of markeerstoffen.
De luminescentie is het gevolg van het feit dat de ontleding van de verbinding alleen volgens de Woodward-Hoffmann-regels is toegestaan als de reactieproducten in een aangeslagen toestand ontstaan. De overgang naar de grondtoestand gaat gepaard met het uitzenden van een foton in het zichtbare deel van het elektromagnetisch spectrum.